# 6つの歌 作品56 (リヒャルト・シュトラウス)
6つの歌 Op.56は、ドイツの作曲家、リヒャルト・シュトラウスが1903年から1906年にかけて作曲したドイツ語の歌曲集である。作品は1906年に初演された。

## 編成
独唱、ピアノ

## 楽曲構成
全6曲からなる。()内は作詞者。
1. 見いだされたもの (ヨハン・ヴォルフガング・フォン・ゲーテ)
2. 盲目の嘆き (カール・ヘンケル（英語版）)
3. おくれたボートで (コンラート・フェルディナント・マイヤー)
4. あなたの青い眼で (ハインリヒ・ハイネ)
5. 春の祭 (ハインリヒ・ハイネ)
6. 東方の三博士 (ハインリヒ・ハイネ)